# 拳銃の町
『拳銃の町』（けんじゅうのまち、Tall in the Saddle）は1944年のアメリカ合衆国の映画。サタデー・イブニング・ポストに連載された小説を映画化している。主演はジョン・ウェイン。

## キャスト
※括弧内は日本語吹替（放送日1969年7月2日『サントリー名画劇場』）
- ロックリン：ジョン・ウェイン（小林修）
- アーリー・ハロルデイ：エラ・レインズ（北浜晴子）
- クララ・カーデル：オードリー・ロング（鈴木弘子）
- ロバート：ワード・ボンド
- ボブ：ポール・フィックス

## スタッフ
- 監督：エドウィン・L・マリン
- 製作：ジョン・ウェイン
- 原作：ゴードン・レイ・ヤング
- 脚本：マイケル・ホーガン、ポール・P・フィックス
- 撮影：ロバート・デ・グラス
- 音楽：ロイ・ウェッブ